# Biên khánh

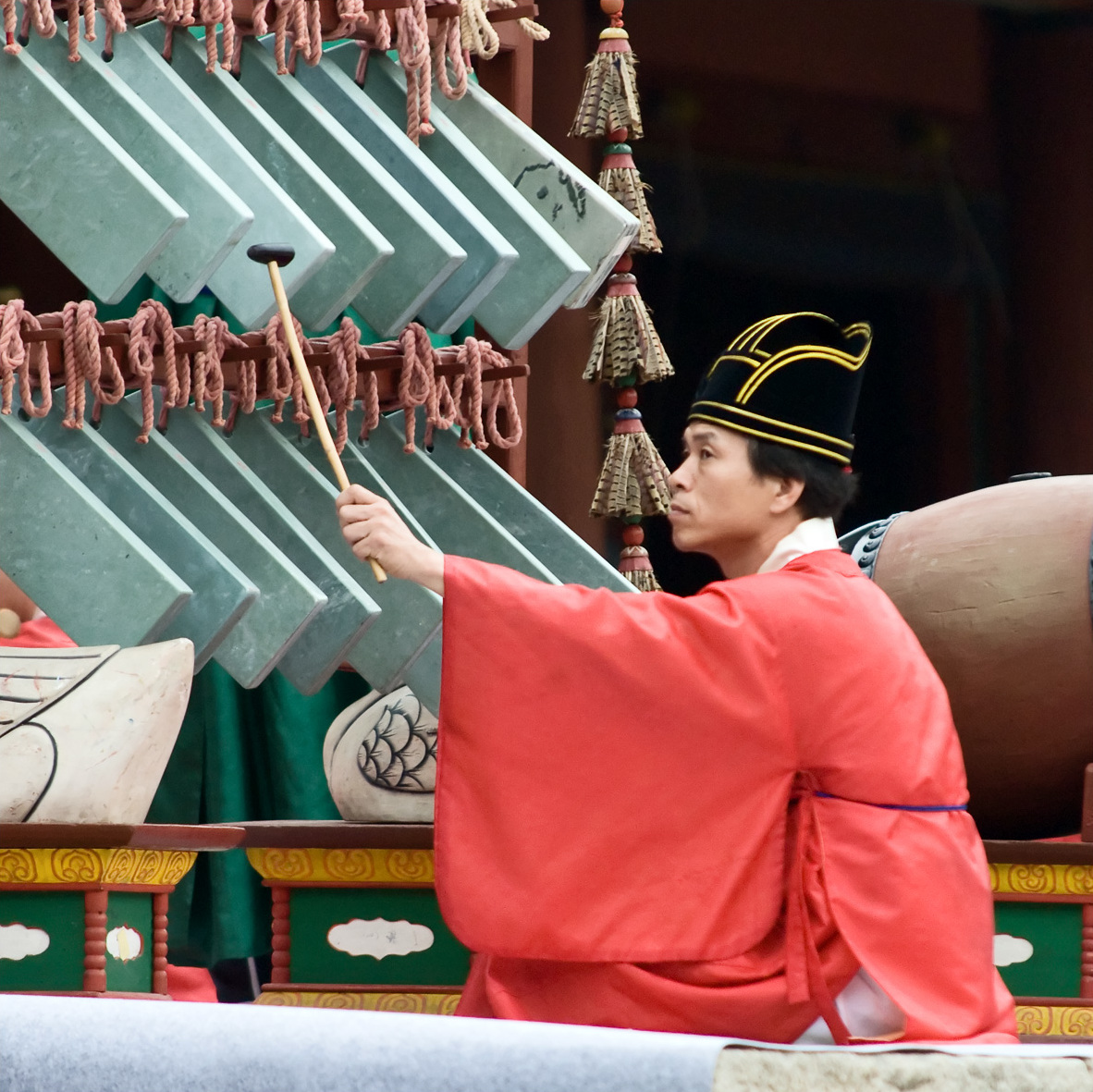
Biên khánh (pyeongyeong) được chơi cho lễ tế Tông miếu Triều Tiên

Biên khánh là một nhạc cụ gõ Trung Hoa cổ xưa bao gồm một bộ chuông chùm bằng đá nhẵn nhụi hình chữ L còn được hiểu là chuông đá, chơi một cách du dương. Những chuông chùm được treo trên một khung bằng gỗ và được gõ với đôi dùi gỗ. Cùng với những chiếc chuông đồng gọi là biên chung, cả hai đều là nhạc cụ quan trọng trong nhạc cung đình và nhạc lễ Trung Hoa từ thời cổ đại.
Bộ nhạc khí này được du nhập vào Việt Nam và bán đảo Triều Tiên (nơi gọi Biên khánh là pyeongyeong). Hiện tại nó vẫn được dùng trong nhạc lễ và nhạc cung đình Triều Tiên.